# Kobylnica Ruska
Kobylnica Ruska (ukr. Кобильниця Руська [kɔbɨlˈɲit͡sa ˈruska]), w latach 1977–1981 Kopytów Dolny – wieś w Polsce położona w województwie podkarpackim, w powiecie lubaczowskim, w gminie Wielkie Oczy.
W II Rzeczypospolitej wieś w powiecie jaworowskim województwa lwowskiego. W latach 1944–1945 nacjonaliści ukraińscy z OUN-UPA zamordowali tutaj 10 Polaków, w tym por. Karola Króla z 9 Dywizji Piechoty.
W latach 1975–1998 miejscowość administracyjnie należała do województwa przemyskiego.

## Części wsi
| SIMC    | Nazwa   | Rodzaj     |
| ------- | ------- | ---------- |
| 0613079 | Rotyska | przysiółek |

Wieś starostwa niegrodowego lubaczowskiego na początku XVIII wieku.
Wierni Kościoła rzymskokatolickiego należą do parafii Trójcy Przenajświętszej w Potoku Jaworowskim. W Kobylnicy Ruskiej znajdowała się też cerkiew greckokatolicka, która została rozebrana w 1954 roku.